# Ferenc Kölcsey

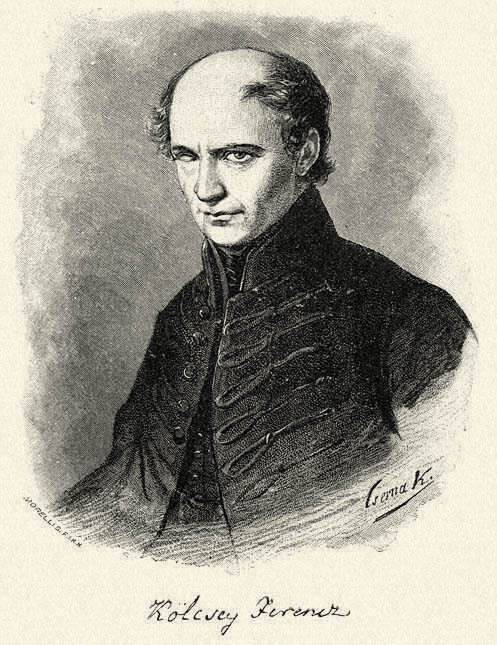
Ferenc Kölcsey (retrato de Gusztáv Morelli).

Ferenc Kölcsey (8 de agosto de 1790 - 24 de agosto de 1838) fue un poeta, crítico literario, orador y político húngaro, vinculado a las corrientes liberales dentro del Imperio austríaco.

## Biografía
Kölcsey nació en Szatmárcseke, Hungría. Se quedó huérfano a muy temprana edad, y también siendo muy pequeño perdió uno de sus ojos. Con quince años conoció a Ferenc Kazinczy, que se convirtió en una gran influencia en su vida. En 1809 se trasladó a Pest y se convirtió en notario real. Sin embargo, pronto se desencantó con la vida de burócrata y se dedicó por completo al estudio estético, a la poesía, la crítica y la defensa de las posturas de Jazinczy respecto a la reforma del idioma húngaro.
Las primeras composiciones poéticas de Kölcsey no tuvieron mucho éxito, mientras que sus críticas, frecuentemente feroces, de la obra de otros escritores, como Mihály Csokonai Vitéz, János Kis o Dániel Berzsenyi lo hicieron impopular en los ámbitos literarios. Entre 1821 y 1826 publicó diversas poesías independientes en revistas como Aurora, Hebe o Aspasia, y se unió a Pál Szemere en una nueva publicación, denominada Élet és Literatúra (Vida y literatura), que apareció entre 1826 y 1829, con la que Kölcsey logró por fin el reconocimiento como crítico. 
Entre 1832 y 1835 ocupó un lugar en la Asamblea Nacional de Hungría, en la que sus posturas liberales extremas y la elegancia lo convirtieron en un líder político. También fue elegido miembro de la Academia Húngara de las Ciencias, en cuya primera gran reunión tomó parte. En 1832, hizo un discurso sobre Kazinczy, y en 1836 otro sobre su antiguo oponente, Dániel Berzsenyi, que obtuvieron un gran reconocimiento. En 1838, cuando el líder de la oposición Miklós Wesselényi fue encarcelado por traición, Kölcsey se encargó de su defensa, aunque sin éxito. Murió el 24 de agosto de 1838.
El estricto sentido moral de Kölcsey, y su profunda devoción hacia su país, se manifiestan tanto en su oratoria como en su obra poética. Sus obras completas, en 6 volúmenes, se publicaron en Pest entre 1840 y 1848. Se erigió un monumento en su memoria en Szatmárnémeti el 25 de septiembre de 1864. Su poema Himnusz (1823), que evoca las glorias pasadas de Hungría, se convirtió en el himno nacional de Hungría.